# Faro (isola)
Faro (in greco antico: φάρος?, pháros, in arabo منارة‎?) era un'isola egizia posta all'imboccatura del porto di Alessandria, ora diventata una penisola. L'isola ha ospitato il celebre faro e per questo motivo tale manufatto ha preso il nome di tale località.

## L'isola nell'Odissea
In questo luogo viene ambientato un episodio dell'Odissea: più in particolare Menelao racconta le sue avventure in quest'isola a Telemaco, nel quarto libro dell'Odissea, tra i versi 360 e 620. In quest'isola, infatti, è costretto a rimanere Menelao con la sua ciurma, di ritorno dalla guerra di Troia. Qui si trovano Proteo, e sua figlia Eidotea. Con l'aiuto della ragazza, Menelao fa un agguato all'uomo e scopre come fare a ripartire, visto che fino a quel momento i venti gli erano stati avversi, e scopre anche che Odisseo è intrappolato nell'isola di Calipso e che tre uomini (tra cui suo fratello Agamennone) sono morti dopo la partenza da Troia.
Sulla stessa isola è ambientata anche la tragedia Elena di Euripide.